# Індіанська резервація Гавасупай
Гавасупай (англ. Havasupai Indian Reservation) — індіанська резервація для племені гавасупай в окрузі Коконіно, штат Аризона, США.

## Історія

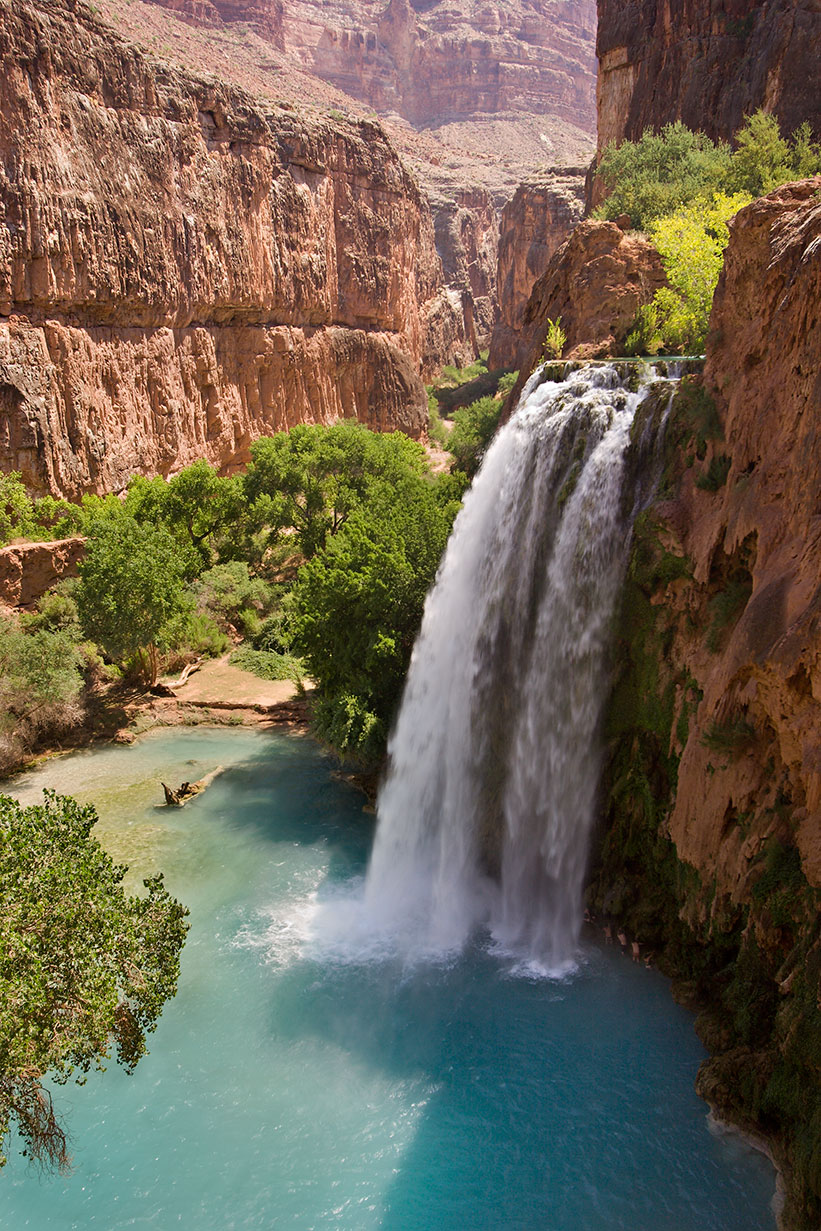
Водоспад Гавасу

Резервація Гавасупай, розташована поблизу південно-західного кута Національного парку Гранд-Каньйон, була створена урядовими розпорядженнями від 8 червня і 23 листопада 1880 і 31 березня 1892 року.

## Демографія
Станом на липень 2007 в резервації мешкало 549 осіб.
Чоловіків — 263 (47.9 %);

Жінок — 286 (52.1 %).
Медіанний вік жителів: 24.9 років;
по Аризоні: 34.2 років.

### Доходи
Розрахунковий медіанний дохід домогосподарства в 2009 році: $26,693 (у 2000: $20,114);
по Аризоні: $48,745.
Розрахунковий дохід на душу населення в 2009 році: : $9,538.
Безробітні: 14.7 %.

### Освіта
Серед населення 25 років і старше:
Середня освіта або вище: 53.3 %;

Ступінь бакалавра або вище: 7.5 %;

Вища або спеціальна освіта: 3.8 %.

### Расова / етнічна приналежність
Індіанців — 449 (89.3 %);

 Білих — 45 (8.9 %);

 Латиноамериканців — 9 (1.8 %).

## Нерухомість
Розрахункова медіанна вартість будинку або квартири в 2009 році: $39,931 (у 2000: $20,500);
по Аризоні: $187,700.